# 苹果佬约翰尼
约翰·查普曼（英語：John Chapman，1774年9月26日—1845年3月18日），以綽號「蘋果子姜尼」為人所知，是美國苗圃匠人先驅、西进运动時代的傳奇人物。19世纪早期移居俄亥俄，随后在宾夕法尼亚等地种植苹果，并且生产苹果酒。在傳說與一些記載中，是他將蘋果樹引入賓夕法尼亞州、俄亥俄州、印第安納州、伊利諾州和安大略省以及現今西維吉尼亞州北部的大部分地區。
在傳說中，他是一個性情溫柔、信仰虔誠、擅長藥草學的流浪者；經年蓬髮赤腳，頭戴錫鍋，身背舊咖啡袋，四處散播著蘋果種子。 而在現實中，他是苗圃匠人，精心選擇地點播種，待蘋果苗抽芽長成後出售。同時他也是新耶路撒冷教會的傳教士，會將蘋果樹苗贈與貧困的開拓者以傳達宗教理念。此外他支持素食主義、動物權利，重視維持和原住民的和睦關係。
由於他善良、慷慨的生活方式、他在早期自然保護運動的地位以及他對蘋果的象徵意義，他還活著的時候就成為了傳奇。